# 225 Dywizja Piechoty (III Rzesza)
225 Dywizja Piechoty (niem. 225. Infanterie-Division) – niemiecka dywizja z czasów II wojny światowej, sformowana przez dowództwo Landwehry w Hamburgu na mocy rozkazu z 26 sierpnia 1939 roku, w 3. fali mobilizacyjnej w X Okręgu Wojskowym.

## Struktura organizacyjna
- Struktura organizacyjna w sierpniu 1939 roku:

333., 376. i 377. pułk piechoty, 255. pułk artylerii, 255. batalion pionierów, 255. oddział rozpoznawczy, 255. oddział przeciwpancerny, 255. oddział łączności, 255. polowy batalion zapasowy;
- Struktura organizacyjna w lutym 1940 roku:

333., 376. i 377. pułk piechoty, 255. pułk artylerii, 255. batalion pionierów, 255. oddział przeciwpancerny, 255. oddział łączności, 255. polowy batalion zapasowy;
- Struktura organizacyjna we wrześniu 1943 roku:

333., 376. i 377. pułk grenadierów, 255. batalion pionierów, 225. batalion fizylierów, 255. oddział przeciwpancerny, 255. oddział łączności, 255. polowy batalion zapasowy;
- Struktura organizacyjna w 1945 roku:

376. i 377. pułk grenadierów, 255. batalion pionierów, 225. batalion fizylierów, 255. oddział przeciwpancerny, 255. oddział łączności, 255. polowy batalion zapasowy;

## Dowódcy dywizji
- Generalleutnant Ernst Schaumburg 26 VIII 1939 – 1 VII 1940;
- Generalmajor Karl – Friedrich von Wachter 1 VII 1940 – 30 V 1941;
- Generalleutnant Hans von Basse 1 VI 1941 – 25 IX 1942;
- Generalleutnant Ernst Risse 20 IX 1942 – VII 1944;
- Generalleutnant Wolfgang von Kluge 6 VII 1944 – VIII 1944;
- Generalleutnant Ernst Risse VIII 1944 – 9 V 1945;